# Plataforma Logística da Maia/Trofa
A Plataforma logística da Maia/Trofa é uma plataforma multimodal que se encontra inserida no programa Portugal logístico. 
Esta foi concebida para dar apoio logístico à área metropolitana do Porto, sendo também um complemento logístico ao porto de Leixões. Tem como objectivo potenciar o desenvolvimento da economia local e da região, reorganizando também, os fluxos logísticos provenientes da região litoral norte de Portugal, Galiza e Beira Alta.

## Características
Esta plataforma ocupa uma área de 163 ha e pode ser expandida em mais 48 ha. Encontra-se focalizada para uma população de 2,8 milhões de habitantes e para 36% do PIB industrial português. Teve um investimento de 232 milhões de euros, sendo 224 milhões de euros direccionados para a construção da plataforma propriamente dita e 8 milhões utilizados na construção dos acessos a mesma (Portugal, 2006, p. 9). 

## Principais funcionalidades
As principais funcionalidades desta plataforma são (Portugal, 2006, p. 9):
- Área logística multifunções
- Área logística especializada
- Área logística de transformação
- Área logística monocliente
- Terminal intermodal ferro-rodo
- Serviços de apoio a empresas e veículos

## Vias de acesso
Esta plataforma logística tem como acessos (Portugal, 2006, p. 9):
- A auto-estrada A 3
- A auto-estrada A 41
- As estradas nacionais N 318 e N 101
- A Linha do Minho

## Referência
- PORTUGAL. Ministério das Obras Públicas, Transporte e Comunicações. Gabinete da Secretaria de Estado dos Transportes – Portugal logístico. [em linha]. Lisboa: Gabinete da Secretaria de Estado dos Transportes, 2007. [Consult. 4 Jun. 2008]. Disponível em WWW:<URL:http://www.moptc.pt/tempfiles/20060512151026moptc.ppt>.